# Andrzej Kijaszkowski
Andrzej Kijaszkowski herbu Doliwa (zm. przed 28 stycznia 1520 roku) – kasztelan słoński w latach 1501-1516, podstarości dobrzyński w 1503 roku, burgrabia bobrownicki.
Poseł na sejm piotrkowski 1512 roku z ziemi dobrzyńskiej.